# مان باور جروب
مان باور جروب (المعروفة سابقًا باسم مان باور إنك. ) هي شركة أمريكية متعددة الجنسيات من قائمة فورتشين 500 ومقرها في ميلووكي ، ويسكونسن . تأسست شركة مان باور جروب عام 1948 من قبل إلمر فينتر و آرون شينفيلد، وهي ثالث أكبر شركة توظيف في العالم بعد شركة مجموعة أديكو السويسرية وشركة راند ستاد القابضة الهولندية. وتوفر الشركة الخدمات الإدارية والدعم، الخدمات المهنية ، و خدمات الأعمال التجارية من خلال أربع علامات تجارية الأساسية: مان باور ( العمل المؤقت والتوظيف الدائم )، اكسبريسيس (الموارد المهنية والحلول القائمة على المشاريع ) ، ورايت ماناجمنت ( الإدارة المهنية، واستشارات القوى العاملة، والتدريب والتطوير ) ، ومان باور جروب سوليوشن ( الخدمات المدارة والاستعانة بمصادر خارجية ).

## الشركات التابعة
تمتلك مان باور جروب المئات من الشركات الفرعية حول العالم، تعمل معظمها تحت العلامات التجارية الأربعة الرئيسية للشركة: مان باور أو إكسبريسيس أو رايت ماناجمنت أو مان باور جروب سوليوشن. ومع ذلك، فإن الشركة تدير العديد من العلامات التجارية المستقلة والمشاريع المشتركة.
تشمل هذه الشركات التابعة:
- كاريير هارموني [6]
- إيكونوميتريكس [7]
- تابفين [8]
- مان باور جروب القطاع العام [9] (الولايات المتحدة)
- بروسيرفيا [10] (فرنسا وأماكن أخرى في أوروبا)
- فيوتشرسكيل [11] (فرنسا)
- سوبلاي [12] (فرنسا)
- اكسبريس فيريتاك [13] (كندا)
- مجموعة أس جيه بي [14] (المملكة المتحدة)
- جرايثورن [15] (أستراليا)
- ماركس ساتين [16][17] (أستراليا وسنغافورة)
- ارككوس [18] (ألمانيا)
- أفييشن باور جروب، [19] مشروع مشترك مع لوفتهانزا للتدريب الفني (ألمانيا والمملكة المتحدة)
- بنك باور، [20] مشروع مشترك مع دويتشه بنك (ألمانيا)
- مونتابلان [21] (ألمانيا)
- شوغا [22] (ألمانيا)
- سيبنليست، جراي وشريكه [23] (ألمانيا)
- أسبلو [24] (ألمانيا)
- ستيجدوك [25] (ألمانيا)
- ستيجمان [26][27] (ألمانيا وبلجيكا)
- ستيجميد [28] (ألمانيا)
- خدمات فيفينتو المؤقتة (VIS) ، [29] مشروع مشترك مع شركة دويتشه تيليكوم (ألمانيا)
- أفان [30] (النرويج)
- اكسبريس سيبر [31][32][33] (النرويج وإسبانيا وهولندا - تم شراؤها من سيبر )
- ورشة بيمانينغ وكومبتانس [34] (النرويج)
- متخصصو تكنولوجيا المعلومات والاتصالات (iSense) [35] (هولندا)
- ذروة تكنولوجيا المعلومات [36] (هولندا)
- سالاريسبروفس [37] (هولندا)
- قوة دعم العمل [38] (اليابان)
- برو هانت [39] (اليابان)
- إيفنت إلايت [40] (هونغ كونغ)

## روابط خارجية
- الموقع الرسمي